# Península Archar

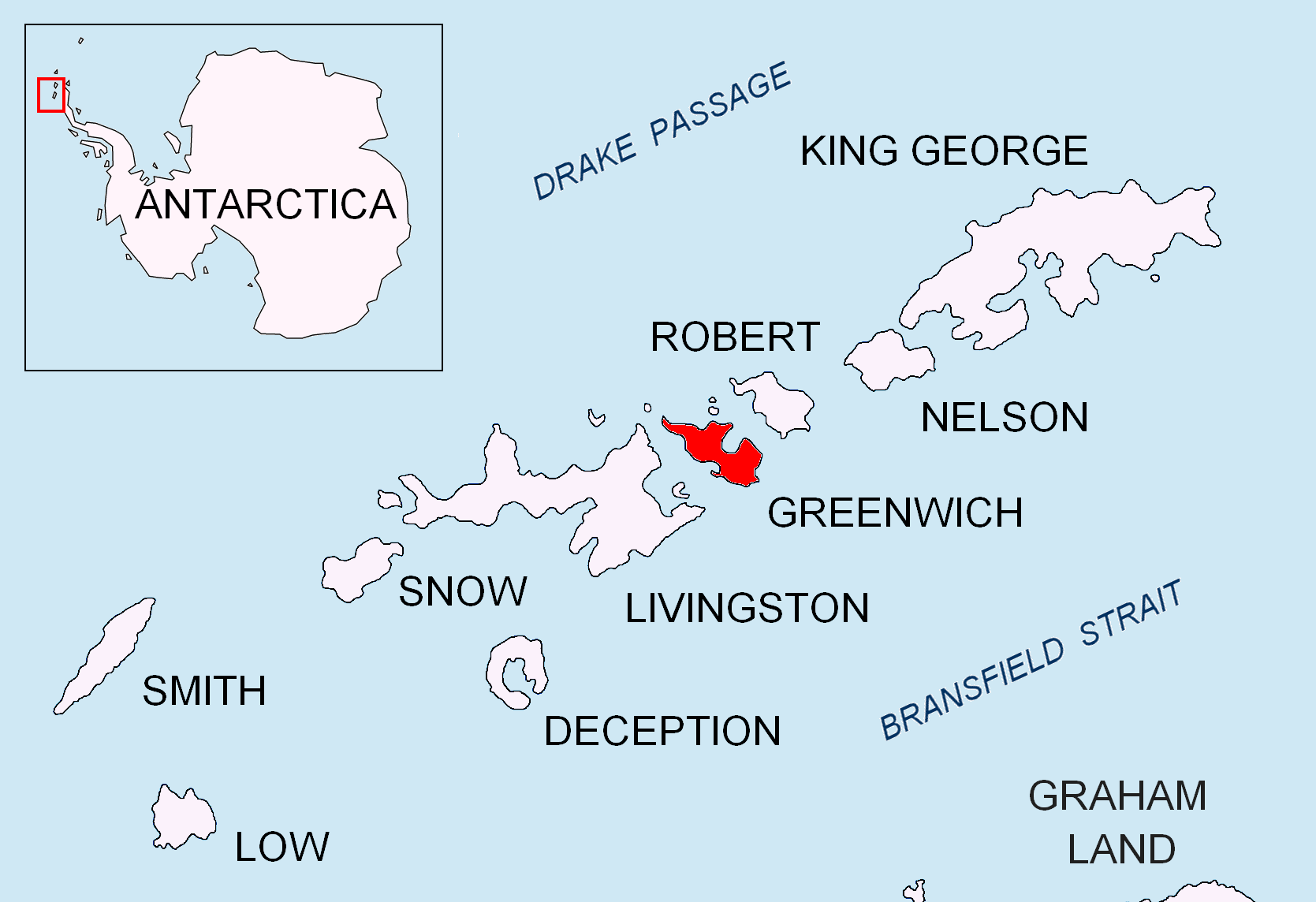
Localização da Ilha Greenwich nas Ilhas Shetland do Sul.

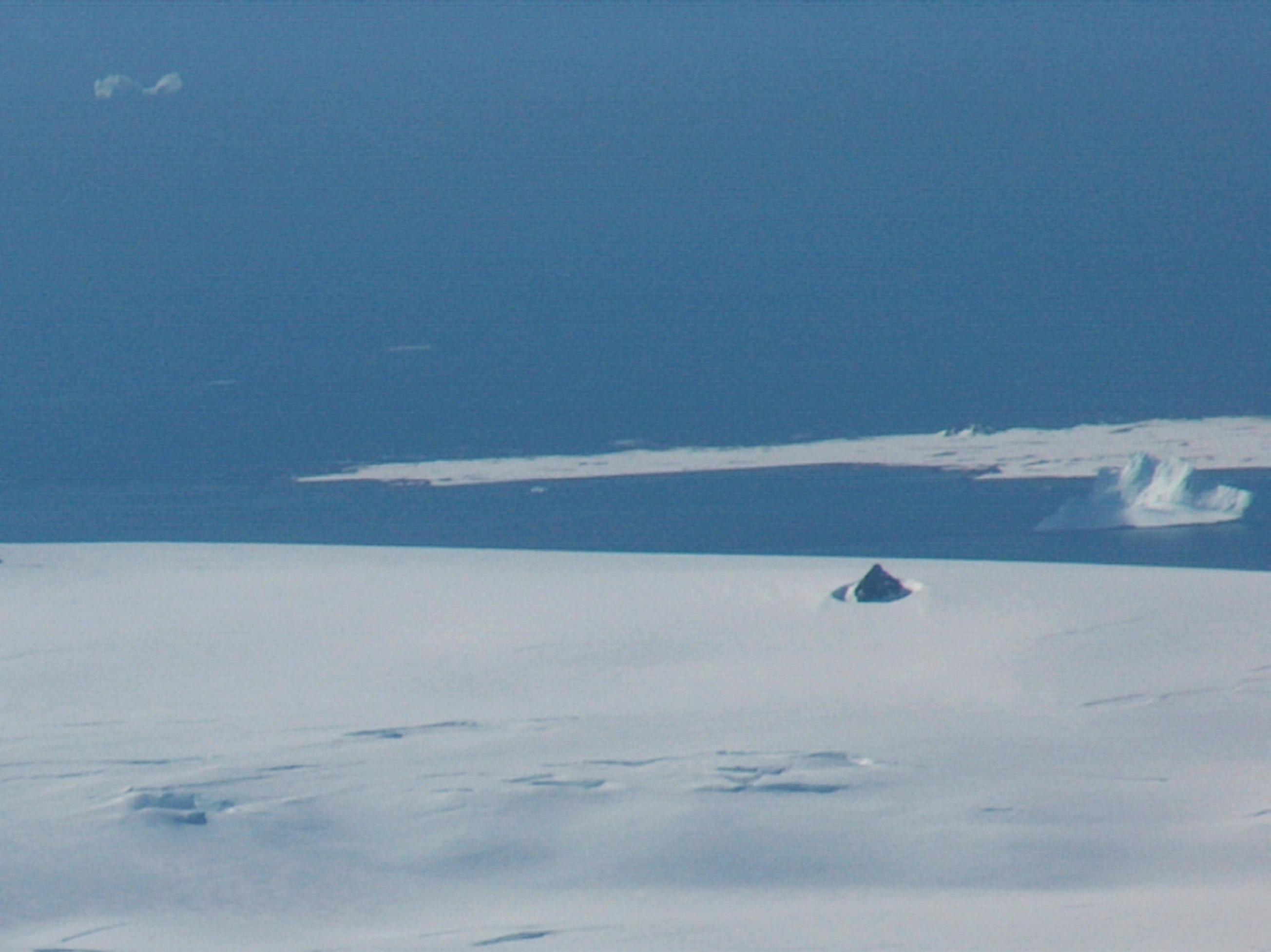
Península Archar

A península Archar (Poluostrov Archar \po-lu-'os-trov ar-'char\) é uma península localizada na extremidade norte-ocidental da Ilha Greenwich, na Antártida. A península tem 3 km de extensão e está unida a enseada Razlog ao norte e o estreito McFarlane ao sul. A metade ocidental está livre de gelo no verão. A península recebeu o nome do assentamento de Archar na Bulgária noroeste, sucessora do antigo povoado de Ratiaria.

## Mapa
- L.L. Ivanov et al. Antarctica: Livingston Island and Greenwich Island, South Shetland Islands. Scale 1:100000 topographic map.  Sofia: Antarctic Place-names Commission of Bulgaria, 2005.
- L.L. Ivanov. Antarctica: Livingston Island and Greenwich, Robert, Snow and Smith Islands. Scale 1:120000 topographic map.  Troyan: Manfred Wörner Foundation, 2009.  ISBN 978-954-92032-6-4